# Рубио де Лаверде, Лусила
Лусила Рубио де Лаверде (исп. Lucila Rubio de Laverde; 1908, Факататива, Колумбия — 1970) — колумбийская социалистка и одна из ведущих суфражисток в своей стране. Она также была учительницей и первой женщиной, представившей требование о голосовании президенту Колумбии.

## Биография
Рубио родилась в Факатативе, Колумбия. Она начала свою активную деятельность ещё в 1930-х годах, когда боролась за экономические права женщин. Она настаивала на принятии закона, разрешающего брачные соглашения, была сторонницей сожительства и выступала против обращения Церкви с женщинами. К 1940-м годам Рубио стала одним из лидеров движения за права женщин Колумбии и самой видной суфражисткой. Она была одной из основательниц The Unión Femenina de Colombi (с исп. — «Союз женщин Колумбии»), созданного в Боготе в 1944 году. Союз был одним из самых важных женских организаций в то время. Он распространился в другие города и продвигал избирательные права, грамотность женщин и права граждан. Рубио де Лаверде была президентом союза, а также президентом Alianza Femenina de Colombia (с исп. — «Женский альянс Колумбии»), основанного в том же году. В 1944 году союз собрал более 500 подписей с людей, требующих права женщин на голосование и Рубио передала их президенту Альфонсо Лопесу Пумарехо.
Она писала статьи для Agitación Femenina с 1944 по 1946 годы, освещая темы социальных проблем в Колумбии с феминистской точки зрения, сотрудничая также с газетами и журналами, такими как Pax et Libertas, Verdad и Dominical. Она основала колледж Froevel, который проработал восемь лет, и читала лекции в Школе социального обслуживания, Женском институте Свободного университета и Colegio Mayor de Cundinamarca. В Колумбии Рубио посетила и конференцию по избирательному праву 1945 года, и конференцию 1946 года, где она говорила, что женщины не должны ограничиваться своим домом, а должны быть полноправными гражданами общества. Она также присутствовала на Primer Congreso Interamericano de Mujeres, проходившем в городе Гватемала в 1947 году, и председательствовала на заключительном заседании, на котором были составлены проекты резолюций. Рубио присутствовала на Втором Конгрессе женщин Америки и на заседании Международного совета женщин в 1960 году в Варшаве. В 1962 году она присутствовала на 15-м Конгрессе Лиги мира и свободы, проходившем в Сан-Франциско, и участвовала в дебатах по ядерным испытаниям. В 1963 году она посетила паломничество «Женщины за мир» в Риме и Женеве. Лусила Рубио де Лаверде вышла замуж за Эдуардо Лаверде.